# Laoszi Népi Forradalmi Párt
A Laoszi Népi Forradalmi Párt (Phak Pasason Pativat Lao) egy kommunista irányzatú pártszervezet Laoszban. 1975 óta az egyetlen legális párt az egész országban, és a politikai hatalom birtokosa. 2021 óta a párt vezetője, főtitkára Thonglun Sziszulith.

## Története
A párt eredete egészen 1930-ig nyúlik vissza, amikor Ho Si Minh megalapította az Indokínai Kommunista Pártot. Bár az IKP alapvetően vietnámi szervezet volt, de eszméi hamar elterjedtek egész Francia Indokínában, ezért 1936-ban a pártnak alakult egy kis „laoszi szekciója”. Az 1940-es években kampány indult laoszi tagok toborzására. Így került be a pártba 1946–47-ben a Hanoi Egyetem jogot tanuló  Kaysone Phomvihane és Nouhak Phoumsavan, akik később köztársasági elnökök lettek mind a ketten. 
1951-ben az IKP második kongresszusa elhatározta, hogy a pártot feloszlatják, és három önálló pártot hoznak létre Indokína három állama részére (Kambodzsa, Laosz, Vietnám). Az újonnan létrejött pártok azonban ugyanúgy Vietnám hatása alatt álltak. Souphanouvong herceg megalapította a Pathet Lao (Laosz földje) mozgalmat, melynek ő lett az egyik kulcsembere. A szervezet csatlakozott a Việt Minh harcához a francia gyarmatosítók ellen.
1955. március 22-én megalapították a Laoszi Néppártot (Phak Pasason Lao). Az első pártkongresszuson mindössze 25 küldött volt jelen, akik a körülbelül 300-400 párttagot képviselték. A kongresszust vietnámi támogatással rendezték és felügyelték. A párt, és későbbi utódpártja a Laoszi Népi Forradalmi Párt működését egészen 1975-ig titokban tartotta. Tevékenységét más szervezetek, például a Pathet Lao, vagy az 1956-ban alakult Laoszi Hazafias Front - amely részt vett számos koalíciós kormányba - által fejtették ki. 1972-ben a Laoszi Néppárt második kongresszusán annak nevét Laoszi Népi Forradalmi Pártra változtatták. 
1973-ban békemegállapodás jött létre a Pathet Lao és a kormány között, mely szerint a vietnámi katonáknak ki kellett vonulniuk az országból, de ezt nem tartották be. A Pathet Lao és az észak-vietnámi hadsereg támadást indított a kormányzat ellen, amely az Amerikai Egyesült Államok támogatása nélkül már nem tudott szembeszállni a kommunistákkal. 1975 tavaszára az egész ország a Pathet Lao uralma alá került, a királyságot pedig májusban döntötték meg. Ekkor került hatalomra a párt, s azonnal barátsági szerződést kötött Vietnámmal, engedélyezte a vietnámi katonák laoszi jelenlétét, vietnámi tanácsadókat engedett az országba. Megszakította a kereskedelmi kapcsolatait a szomszédos országokkal (Vietnámot kivéve).
1982-ig nem ült össze a párt harmadik kongresszusa. Ezután azonban már rendszeresen, négy-öt évente rendeztek pártkongresszusokat.

## A párt szerkezete
Az alapításakor még csak néhány száz fős pártnak 1965-ben 11000, 1972-ben 21 000, a hatalomátvételkor pedig 25 000 tagja volt. 1991-ben az ötödik pártkongresszus idején a taglétszám elérte a 60 000-et, ami valamivel több a népesség 1%-nál.
Az egyik legfontosabb intézménye a Központi Bizottság (KB). Ennek 1975-ben 21 tagja és 6 helyettese, míg 1986-ban 51 tagja és 9 helyettese, 1991-ben 59 tagja volt.
A Politikai Bizottság a párt legfontosabb része. Tagjait a KB jelöli ki. 1972-ben 7, 1993-ban 11 tagja volt.
Kaysone Phomvihane volt a pártfőtitkár 1955-től 1992-ig. Őt Nouhak Phoumsavan követte, majd Khamtai Siphandon 1998-ban. 2006 óta a vezető posztot Csummali Szajaszon tölti be. Más fontos vezetők Sisavath Keobounphanh és Boungnang Vorachith, akik már mindketten szolgáltak miniszterelnökként.

## Ideológia
Az LNFP marxista–leninista párt, a Vietnámi Kommunista Párt mintájára jött létre, de a Szovjet Kommunista Párt is erős befolyással volt rá. Az 1980-as évek végén elindított peresztrojka folyamatát a párt is követte az 1990-es években, de a glasznosztyot nem, félve monopóliumának elvesztésétől. A Szovjetunió összeomlása óta lazult Vietnámmal való kapcsolata, és egyre inkább Kínához próbál közeledni, mint a jövőbeni fejlődés esetleges modelljéhez. A párt gazdasági- és mérsékelt sajtószabadságot enged, de a párt szerepének megkérdőjelezését nem.